# Łomna (Petite-Pologne)
Pour les articles homonymes, voir Łomna.
Łomna est une localité polonaise de la gmina de Nowy Wiśnicz, située dans le powiat de Bochnia en voïvodie de Petite-Pologne.